# 辻神

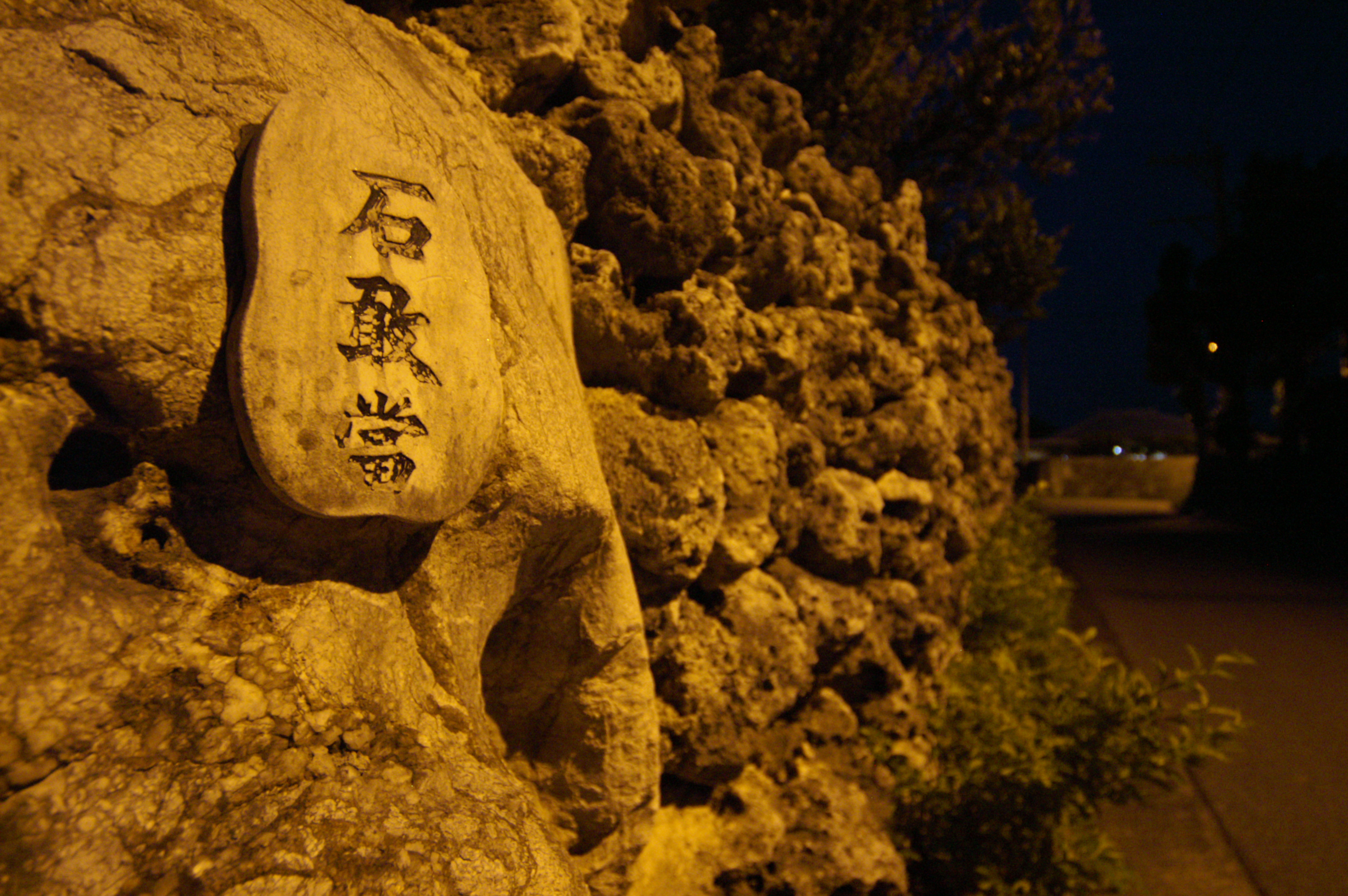
辻神を防ぐ魔除け、石敢當

辻神（つじがみ）は、辻（道が交差した場所）にいるとされる魔物、妖怪の総称。鹿児島県屋久島や兵庫県淡路島に伝わる。淡路では辻の神（つじのかみ）と呼んでいる。

## 概説
古より辻は現世と来世との境界となっているという説があり、そのような場所に棲みつきやすいといわれる魔物が辻神である。名称は「神」だが、いわゆる信仰対象の神ではなく、災いをもたらす悪神というべき存在である。
南九州から南島にかけての地域では、異界より現れるとされる辻神を防ぐため、辻、特に丁字路に石敢當（石勘当とも）と呼ばれる魔除けの石を路傍に供える風習がある。鹿児島県屋久島宮之浦では、丁字路において1本の道が他の道に交わる突き当りの正面に家を建てると、辻神がその家の中に入り込み、そうした家で病人が絶えず不幸が続くため、突き当たりの正面に石敢當として長方形の石を配置したという。